# Relais 4 × 100 mètres féminin aux championnats du monde d'athlétisme 2017
Pour un article plus général, voir Championnats du monde d'athlétisme 2017.
Navigation
Pékin 2015 Doha 2019
L'épreuve du relais 4 × 100 mètres féminin des championnats du monde de 2017 se déroule le 12 août 2017 dans le Stade olympique de Londres, au Royaume-Uni. Elle est remportée par l'équipe des États-Unis.

## Critères de qualification
Pour se qualifier pour les championnats, il faut avoir terminé parmi les huit premiers lors des relais mondiaux 2017, ou avoir réalisé l'un des huit meilleurs temps entre le 1er janvier 2016 et le 23 juillet 2017.

## Résultats

### Finale
| Rang               | Couloir | Nation            | Athlètes                                                                       | Temps   | Notes |
| ------------------ | ------- | ----------------- | ------------------------------------------------------------------------------ | ------- | ----- |
| Médaille d'or      | 4       | États-Unis        | Aaliyah Brown, Allyson Felix, Morolake Akinosun, Tori Bowie                    | 41 s 82 | WL    |
| Médaille d'argent  | 5       | Royaume-Uni       | Asha Philip, Desiree Henry, Dina Asher-Smith, Daryll Neita                     | 42 s 12 |       |
| Médaille de bronze | 7       | Jamaïque          | Jura Levy, Natasha Morrison, Simone Facey, Sashalee Forbes                     | 42 s 19 | SB    |
| 4                  | 6       | Allemagne         | Tatjana Pinto, Lisa Mayer, Gina Lückenkemper, Rebekka Haase                    | 42 s 36 |       |
| 5                  | 9       | Suisse            | Ajla del Ponte, Sarah Atcho, Mujinga Kambundji, Salomé Kora                    | 42 s 51 |       |
| 6                  | 3       | Trinité-et-Tobago | Semoy Hackett, Michelle-Lee Ahye, Khalifa St. Fort, Kelly-Ann Baptiste         | 42 s 62 | SB    |
| 7                  | 8       | Brésil            | Franciela Krasucki, Ana Cláudia Lemos, Vitória Cristina Rosa, Rosângela Santos | 42 s 63 | SB    |
| 8                  | 2       | Pays-Bas          | Tessa van Schagen, Dafne Schippers, Naomi Sedney, Jamile Samuel                | 43 s 07 |       |

### Séries
Les 3 premiers de chaque série (Q) et les 2 meilleurs temps (q) se qualifient pour la finale.
| Rang | Série | Couloir | Pays              | Athlètes                                                                       | Temps | Notes |
| ---- | ----- | ------- | ----------------- | ------------------------------------------------------------------------------ | ----- | ----- |
| 1    | 1     | 4       | États-Unis        | Aaliyah Brown, Allyson Felix, Morolake Akinosun, Ariana Washington             | 41.84 | Q, WL |
| 2    | 1     | 5       | Royaume-Uni       | Asha Philip, Desiree Henry, Dina Asher-Smith, Daryll Neita                     | 41.93 | Q, SB |
| 3    | 2     | 6       | Allemagne         | Tatjana Pinto, Lisa Mayer, Gina Lückenkemper, Rebekka Haase                    | 42.34 | Q     |
| 4    | 2     | 5       | Jamaïque          | Christania Williams, Natasha Morrison, Jura Levy, Sashalee Forbes              | 42.50 | Q     |
| 5    | 1     | 9       | Suisse            | Ajla del Ponte, Sarah Atcho, Mujinga Kambundji, Salomé Kora                    | 42.50 | Q, NR |
| 6    | 1     | 8       | Pays-Bas          | Madiea Ghafoor, Dafne Schippers, Naomi Sedney, Jamile Samuel                   | 42.64 | q, SB |
| 7    | 2     | 9       | Brésil            | Franciela Krasucki, Ana Cláudia Lemos, Vitória Cristina Rosa, Rosângela Santos | 42.77 | Q, SB |
| 8    | 2     | 2       | Trinité-et-Tobago | Kelly-Ann Baptiste, Michelle-Lee Ahye, Semoy Hackett, Khalifa St. Fort         | 42.91 | q, SB |
| 9    | 1     | 7       | France            | Orlann Ombissa-Dzangue, Ayodelé Ikuesan, Maroussia Paré, Carolle Zahi          | 42.92 | SB    |
| 10   | 1     | 6       | Ghana             | Flings Owusu-Agyapong, Gemma Acheampong, Akua Obeng-Akrofi, Janet Amponsah     | 43.68 | SB    |
| 11   | 2     | 4       | Ukraine           | Alina Kalistratova, Yelyzaveta Bryzgina, Yana Kachur, Hanna Plotitsyna         | 43.77 |       |
| 12   | 1     | 3       | Équateur          | Yuliana Angulo, Narcisa Landazuri, Romina Cifuentes, Ángela Tenorio            | 43.94 | SB    |
| 13   | 2     | 8       | Kazakhstan        | Rima Kashafutdinova, Viktoriya Zyabkina, Svetlana Golendova, Olga Safronova    | 45.47 |       |
|      | 2     | 3       | Bahamas           | Devynne Charlton, Carmiesha Cox, Jenae Ambrose, Tynia Gaither                  |       | DNF   |
|      | 2     | 7       | Chine             | Tao Yujia, Wei Yongli, Ge Manqi, Liang Xiaojing                                |       | DQ    |
|      | 1     | 2       | Nigeria           |                                                                                |       | DNS   |

## Légende
Records et Performances
- AR : Record continental (area record)
- CR : Record des championnats (championship record)
- MR : Record du meeting (meet record)
- NR : Record national (national record)
- OR : Record olympique (olympic record)
- PR : Record paralympique (paralympic record)
- PB : Record personnel (personal best)
- SB : Meilleure performance personnelle de la saison (season's best)
- WL : Meilleure performance mondiale de l'année (world leader)
- WJR : Record du monde junior (world junior record)
- WR : Record du monde (world record)

Circonstances et Conditions
- DNF : N'a pas terminé (did not finish)
- DNS : N'a pas pris le départ (did not start)
- DQ : Disqualification (disqualification)
- NM : Aucun essai valable enregistré (No Mark)
- Q : Qualifié « directement » au prochain tour (ou à la prochaine compétition), lors d'une compétition majeure, grâce au classement ou à la réalisation des minima (automatic qualifier)
- q : Qualifié au prochain tour (ou à la prochaine compétition), lors d'une compétition majeure, grâce au repêchage ou à la réalisation de l'une des meilleures performances parmi celles des « non qualifiés directement » (grâce au meilleur temps ou à la meilleure distance par exemple) (secondary qualifier)